# 10538 序曲
「10538 序曲」 (10538じょきょく; 10538 Overture) は、エレクトリック・ライト・オーケストラが1971年に発表した楽曲。
彼らのファーストアルバムエレクトリック・ライト・オーケストラの一曲目であり、エレクトリック・ライト・オーケストラとして録音された最初の曲である。

## 概要
元々はザ・ムーヴのシングルのB面用にジェフ・リンが書いた楽曲であり、のちにロイ・ウッドによるチェロのリフが付け足され、エレクトリック・ライト・オーケストラという新生バンドのファーストシングルになった。
歌詞の主人公は脱獄者であり、ジェフがその脱獄者に番号をつけようとあたりを見回したところ、ミキシングコンソールに書かれた「1053」という番号が目に入った。これではメロディに乗らないと考えたロイによって「8」が付け足され、「10538」というタイトルが生まれた。
ELOのレパートリーとして長く演奏され、ジェフは現在までコンサートで、「ELOの最初の曲」という前置きでこの曲を演奏している。

## その他
- ポール・ウェラーの1995年の楽曲チェンジングマンに、この曲のギターリフがサンプリングされている。
- 2012年10月に、ジェフ・リンがELO時代の曲をセルフカバーした『Mr. Blue Sky: The Very Best of Electric Light Orchestra』に収録された。